# Arabia Saudyjska na Mistrzostwach Świata w Lekkoatletyce 2022
Arabia Saudyjska na Mistrzostwach Świata w Lekkoatletyce 2022 – reprezentacja Arabii Saudyjskiej podczas mistrzostw świata w Eugene liczyła dwóch zawodników, którzy nie zdobyli żadnego medalu.

## Skład reprezentacji

### Mężczyźni
| Zawodnik             | Konkurencja   | Kwalifikacje | Kwalifikacje | Finał | Finał   | Źródło |
| Zawodnik             | Konkurencja   | Wynik        | Pozycja      | Wynik | Pozycja | Źródło |
| -------------------- | ------------- | ------------ | ------------ | ----- | ------- | ------ |
| Husajn Asim Al Hizam | skok o tyczce | 5,65         | 6.           | NQ    | NQ      | [ 1 ]  |

### Kobiety
| Zawodniczka       | Konkurencja   | Eliminacje | Eliminacje | Półfinał | Półfinał | Finał | Finał   | Źródło |
| Zawodniczka       | Konkurencja   | Wynik      | Pozycja    | Wynik    | Pozycja  | Wynik | Pozycja | Źródło |
| ----------------- | ------------- | ---------- | ---------- | -------- | -------- | ----- | ------- | ------ |
| Yasmeen Aldabbagh | bieg na 100 m | 13.21      | 48.        | NQ       | NQ       | NQ    | NQ      | [ 2 ]  |